# Дискриминация мужчин в России
Дискриминация мужчин в России проявляется в законах и судебных решениях, касающихся семейного, уголовного и уголовно-исполнительного, трудового права, воинской обязанности, пенсионного законодательства. Мужчины подают жалобы в Конституционный суд Российской Федерации на гендерную дискриминацию значительно чаще женщин. Конституционный суд последовательно (за редкими исключениями) отрицает существование в российских законах дискриминации мужчин. По мнению судей Конституционного суда РФ, гендерно-асимметричные законы Российской Федерации приняты в целях специальной защиты материнства и не противоречат Конституции Российской Федерации.
Российские юристы подвергают позицию Конституционного суда критике, особенно в части апелляции к гендерным стереотипам. Конституционный юрист Ольга Подоплелова хоть и соглашается с тем, что не всегда гендерная асимметрия в законах представляет собой нарушение принципа равенства, но тем не менее указывает, что во многих случаях ограничения прав мужчин, такие как освобождение всех женщин, но не мужчин, от пожизненного лишения свободы, отсутствие различных режимов содержания для женщин в отличие от мужчин, нарушают принцип равенства. Европейский суд по правам человека признал российское законодательство об отцах-военнослужащих дискриминирующим их, но при этом не признал назначение пожизненного заключения только мужчинам в России их дискриминацией.

## В семейном праве
В российской правоприменительной практике суды по бракоразводным процессам склонны присуждать право опеки над детьми скорее матерям, чем отцам (в случае российской юридической системы речь идёт в первую очередь об определении места жительства детей и порядка их общения со вторым родителем). Сложившийся в России правовой обычай, по которому суды предпочитают оставлять детей у матери, основан на 6-м принципе Декларации о правах ребёнка: «малолетний ребёнок не должен, кроме тех случаев, когда имеются исключительные обстоятельства, быть разлучаем с матерью».
Таким образом, российская правовая система, основываясь на Декларации прав ребёнка, применяется к отцам менее равноправно, чем к матерям, поскольку для того, чтобы место жительства ребёнка было закреплено по решению суда за отцом, необходимы «исключительные обстоятельства» (что может противоречить Конвенции о правах ребёнка 1989 года). Проживание с отцом определяется судом лишь в 10 % случаев, причём Верховный суд РФ признаёт недопустимым руководствоваться уровнем материальной обеспеченности матери в сравнении с отцом при решении об опеке над ребёнком. В то же время в случае решений в пользу отцов суды принимают во внимание только материальную обеспеченность отца, а не его качества и интересы ребенка.
В России отсутствует конституционное закрепление защиты отцовства (статья 38 Конституции РФ гарантирует защиту только материнства, детства и семьи, не прописывая отдельно защиту отцовства. При этом она противоречит статье 19 Конституции РФ, гарантирующей соблюдение равных прав и свобод независимо от пола). В частности, из-за этого государственная поддержка отцовства (в отличие от материнства) практически отсутствует. Право отцов на получение «дополнительных мер государственной поддержки» производно от права женщины на материнский (семейный) капитал. Материнский (семейный) капитал может быть получен отцом ребёнка только в тех случаях, если мать скончалась или же была объявлена скончавшейся, лишена родительских прав или в других случаях отсутствия материнского попечения. Данное положение является дискриминирующим, так как нарушается принцип равенства прав и обязанностей родителей, закрепленный в Семейном кодексе РФ.
В 2023 году в Российской Федерации приблизительно насчитывалось 1,13 миллиона одиноких отцов и 7,3 % семей, где ребёнка воспитывает только отец — однако официальная федеральная статистика по отцам-одиночкам отсутствует. Статистика не ведётся по той причине, что на законодательном уровне понятия «отец-одиночка» или «одинокий отец» не существует. Именно поэтому одиноким отцам, как и в случае с «материнским» капиталом, гораздо сложнее по сравнению с одинокими матерями добиться соблюдения своих прав.
По статье 17 Семейного кодекса РФ мужчина не имеет права возбуждать дело о расторжении брака без согласия жены во время беременности и в течение года после рождения ребёнка. В соответствии с Постановлением Пленума Верховного Суда РФ «это положение распространяется и на случаи, когда ребёнок родился мёртвым или умер до достижения им возраста одного года». Кроме этого, комментарии к статье 17 СК РФ определяют действие нормы даже в случае, если экспертизой доказано, что мужчина не приходится биологическим отцом ребёнка. Юрист Залина Галазова пишет, что статья 17 СК РФ является дискриминационной для мужчин, так как она ограничивает только мужские права при расторжении брака. Она сравнивает эту российскую правовую норму с аналогичной статьей 110 СК Украины, где прописан ряд исключений (совершение одним из супругов преступления, установленное отцовство другого лица, исключение отца из свидетельства о рождении), которые позволяют мужчинам защитить свои права.
Помимо того, в России существует ряд норм и практик, которые дискриминируют отцов из-за слабой урегулированности установления отцовства и родительских прав мужчин. Исходя из статьи 55 закона «Об основах охраны здоровья граждан в Российской Федерации» у одиноких мужчин нет права на использование вспомогательных репродуктивных технологий. Помимо этого, в пункте 4 статьи 1 СК РФ отсутствует запрет всех форм ограничения прав граждан при заключении брака и в семейных отношениях по признаку пола. Статья 90 СК РФ устанавливает, что бывший муж должен платить алименты на протяжении трёх лет со дня рождения ребёнка бывшей жене для обеспечения материнского ухода. Но при этом в отношении бывшего мужа, самостоятельно воспитывающего ребёнка до трёх лет, эта норма действует только тогда, когда ребёнку присвоена категория «ребенок-инвалид». Дискриминация мужчин в России проявляется и в отсутствии права на отказ от еще не родившегося ребёнка (институт «юридического аборта»).
В СССР с 1941 года и вплоть до его распада существовал налог на бездетность, который действовал в отношении не имеющих детей мужчин с 20 до 50 лет, а женщин — с 20 до 45 лет (подобный налог вводился в Болгарии с 1909 года и Италии с 1926 года, в последнем случае только в отношении мужчин). Он являлся дискриминационным для мужчин, так как этим налогом не облагались жёны военнослужащих, в то время как мужья женщин-военнослужащих были обязаны его платить в случае бездетности семьи. Возвращение этого налога активно обсуждается и в России.

## В уголовном и уголовно-исполнительном праве
Несмотря на закрепление принципа гендерного равноправия статьёй 4 УК РФ («Лица, совершившие преступления, равны перед законом и подлежат уголовной ответственности независимо от пола…»), и уголовный, и уголовно-исполнительный кодексы РФ содержат нормы, напрямую дискриминирующие мужчин, что приводит к гендерной асимметрии при назначении наказаний в ущерб мужчинам.
Согласно статье 57 УК РФ осуждённые женского пола не могут быть приговорены к пожизненному лишению свободы, а по статье 59 УК РФ — к смертной казни, что нарушает принцип равенства при назначении наказаний (в частности, за совершение одного и того же особо тяжкого преступления). Кроме того, согласно статье 74 УИК РФ для осуждённых женского пола, независимо от совершённого преступления, в том числе за тяжкие и особо тяжкие преступления, предусмотрено отбывание наказания только в колониях общего режима, в чём проявляется гендерная дискриминация мужчин. Юрист Рима Торосян полагает, что отсутствие дифференциации в вопросе назначения вида исправительного учреждения для женщин является нарушением принципов гуманизма и справедливости, так как приводит к неравенству в отношении мужчин. Она указывает, что отсутствие данной дифференциации не способствует исправлению осуждённых женщин. Тот факт, что женщины совершают преступления реже мужчин, не означает, что преступления женщин имеют более низкий уровень общественной опасности.
По статье 106 УК РФ («Убийство матерью новорождённого ребёнка») женщине грозит ограничение свободы на срок от 2 до 4 лет, либо принудительные работы на срок до 5 лет, либо лишение свободы на тот же срок. В соответствии со статьёй 15 УК РФ для женщины это деяние будет признано преступлением средней тяжести, и отбывать наказание она будет в колонии общего режима или колонии-поселении. Такая санкция, по мнению некоторых юристов, обусловлена психотравматическим состоянием женщин после родов, но эта позиция критикуется в связи с вопросами квалификации преступления. В случае если подобное деяние совершит мужчина, к нему будет применяться санкция п. «в» ч. 2 ст. 105 УК РФ («Убийство малолетнего или иного лица, заведомо для виновного находящегося в беспомощном состоянии»), а именно: лишение свободы на срок от 8 до 20 лет с ограничением свободы на срок от одного года до двух лет, либо пожизненным лишением свободы, либо смертной казнью. Юристы Ксения Барышева и Фатима Мамедова указывают, что статья игнорирует возможность нахождения не только матери, но и отца в состоянии психотравмирующей ситуации. Они отмечают, что аналогичные 106-й статье УК РФ составы присутствуют в праве многих стран, однако в Германии, Франции, Испании, Аргентине, Венгрии и Турции они были отменены, а в Польше и Португалии закон требует доказывать связь психотравмирующей ситуации с совершением убийства новорождённого ребёнка.
Дискриминирующей в уголовном праве является и практика отказа от назначения наказания в виде обязательных и исправительных работ для женщин, имеющих детей в возрасте до 3 лет (статьи 49 и 50 УК РФ). Для мужчин, имеющих детей в возрасте до 3 лет (в том числе для отцов-одиночек) подобное смягчение не предусмотрено. Исходя из части 2 статьи 3.9 КоАП РФ и из части 2 статьи 54 УК РФ арест не может быть назначен женщинам, у которых есть дети в возрасте до четырнадцати лет, что не распространяется на отцов-одиночек. Согласно части 2 статьи 97 УИК РФ осужденные женщины имеют право на одно свидание в год с ребёнком-инвалидом и право на выезд для устройства ребенка у родственников или в детском доме по достижении им 3 лет, в то время как у мужчин-отцов аналогичное право отсутствует, что дискриминирует их. По статье 107 УИК РФ у заключенных женщин, имеющих детей, не может удерживаться заработная плата, но это не распространяется даже на отцов-одиночек. Согласно части 5 статьи 88 УИК РФ осужденные женщины, имеющие детей, могут покупать продукты питания и предметы первой необходимости со своих лицевых счетов, в то время как даже отцы-одиночки это делать не могут.
Получение осуждёнными мужчинами посылок, передач и бандеролей является ограниченным, тогда как женщины имеют право на их получение без ограничения количества (согласно статье 90 УИК РФ). По статье 99 УИК РФ минимум нормы площади на осужденного мужчину составляет 2 квадратных метра, в то время как для женщин — 3. Женщины и мужчины могут привлекаться к труду только с их согласия в соответствии с возрастом наступления страховой пенсии, который у мужчин на 5 лет больше (статья 103 УИК РФ). По статье 115 УИК РФ предусматривается «перевод осужденных мужчин, являющихся злостными нарушителями установленного порядка отбывания наказания, в единые помещения камерного типа на срок до одного года» (пункт «д» части 1 статьи 115), в отношении женщин этот срок составляет всего три месяца (пункт «е» части 1 статьи 115).
По результатам российского исследования о гендерном неравенстве по судебным решениям 2009—2010 годов выяснилось, что при прочих равных суды относятся к женщинам мягче, чем к мужчинам; женщины реже мужчин получают обвинительные приговоры и реальные сроки. По данным статистики Института проблем правоприменения, шанс мужчин получить реальный срок составляет 37 % против 22 % у женщин. Пол судей (в выборке исследования 71 % судей являлись женщинами) оказывает влияние на разницу в приговорах между мужчинами и женщинами.
По итогам анализа 20 тысяч судебных дел в 84 регионах с 2013 по 2019 год исследователи из ВШЭ пришли к выводу, что мужчины получают за убийство (часть 1 статья 105 УК РФ) на 14 месяцев больше, чем женщины, при аналогичных обстоятельствах. Пол преступника влияет на тяжесть приговора больше, чем признание вины (оно уменьшает наказание на 6 месяцев) или отягчающие обстоятельства, которые увеличивают срок на 4 месяца. Также большое значение имеет пол жертвы убийства: так, для преступлений, в которых потерпевшими являлись женщины, срок заключения увеличивался почти на 5 месяцев. По итогам исследования пол судьи не оказывал существенного влияния на вынесение приговора женщинам-правонарушителям, однако судьи-мужчины были более предвзяты к мужчинам-подсудимым.

## В трудовом праве
Статья 256 Трудового кодекса РФ формально даёт право на отпуск по уходу за ребёнком до 3 лет не только матерям, но и отцам. Однако российское законодательство о службе в армии и в органах внутренних дел предоставляет право на отпуск по уходу за ребёнком только отцам-одиночкам.
Гарантия от увольнения, предусмотренная частью 4 статьи 261 ТК РФ, распространяется на отцов только в том случае, если они воспитывают ребёнка без матери (однако КС РФ в 2011 году расширил её на отцов, чьи жёны не имеют трудового заработка, занимаясь воспитанием детей). При этом отцы малолетних детей, чьи жёны находятся в отпуске по уходу за ребёнком, лишены гарантии от увольнения с рабочего места. Также мужчины-военнослужащие, воспитывающие детей в возрасте до 14 лет без матери, лишены гарантии от увольнения в отличие от женщин-военнослужащих.

## Воинская обязанность
Согласно статье 59 (часть 2) Конституции РФ, гражданин Российской Федерации несёт военную службу в соответствии с федеральным законом. При этом, согласно Федеральному закону от 28 марта 1998 года № 53-ФЗ «О воинской обязанности и военной службе», постановке на воинский учёт подлежат граждане мужского пола (за исключением женщин, имеющих военно-учётные специальности). Только мужчины подвергаются призыву на военную службу. В России у женщин, в отличие от мужчин, отсутствует обязанность служить в вооружённых силах, но в то же время есть право быть военнослужащими по контракту. Дискриминационной для мужчин является и частичная мобилизация в России, поскольку вынуждает их рисковать своей жизнью и здоровьем и убивать других людей вне зависимости от их взглядов; при этом мужчины, которые бежали от мобилизации в России, даже не признаются другими странами беженцами.
Воинскую обязанность как дискриминационную для мужчин рассматривали советские и российские феминистки.

## Продолжительность жизни и пенсионное законодательство
В России исторически продолжительность жизни женщин была выше, чем у мужчин, и при этом разница в пользу женщин выросла с 2 лет в конце XIX века до 12 лет к концу XX века. Разница между продолжительностью жизни мужчин и женщин в России в то же время является самой значительной в мире, что выяснилось по результатам исследования «Бремя болезней в России с 1980 по 2016 год», опубликованного в журнале The Lancet (с 1980-го по 2016 год это неравенство незначительно сократилось с 11,6 года в 1980-м до 10,9 года в 2016-м). Высокая и ранняя по сравнению с женщинами мужская смертность в России вызвана совокупностью социально-экономических причин. В частности, мужчины в большей степени, чем женщины заняты во вредных и опасных для здоровья условиях труда (то есть не отвечающих гигиеническим нормативам). Уровень смертности мужчин от внешних причин в России выше данного показателя у женщин в 4,1 раза. Мужчины намного реже женщин (37 % против 67 %) обращаются в центры социальной, психологической, психолого-педагогической помощи, кризисные центры, комплексные центры социального обслуживания населения, где могут получить не только еду и ночлег, но и правовую, медицинскую, психологическую и другие виды помощи. По статистическим данным, среди клиентов учреждений социальной помощи для бездомных (ночлежек, социальных гостиниц и приютов и др.) мужчины составляют 82 %.
При этом, несмотря на то, что российские мужчины жили в среднем на 10 лет меньше женщин (на июль 2019 года 68,5 и 78,5 лет соответственно), в 2018 году пенсионный возраст был повышен до критического для мужчин значения. В соответствии с законом о пенсионной реформе он будет составлять 60 лет для женщин и 65 лет для мужчин. Повышение пенсионного возраста для мужчин до 65 лет (в течение 10 лет до 2028 года) грозит тем, что достаточно большой процент мужчин не доживёт до выхода на пенсию. По прогнозам Института демографии Высшей школы экономики до пенсии могут не дожить около 17,4 % мужчин (против 6,5 % «недожития» среди женщин по первоначальному плану пенсионной реформы).

## Рассмотрение проблемы в Конституционном суде и ЕСПЧ
Мужчины подают жалобы на гендерную дискриминацию в Конституционный суд Российской Федерации значительно чаще женщин (в 85 % случаев). Заявители указывают, что российские гендерно-асимметричные законы нарушают статью 19 Конституции РФ, гарантирующую равные права мужчин и женщин. Как отмечает Ольга Подоплелова, Конституционный суд регулярно ориентируется на гендерные стереотипы в делах о гендерной дискриминации, причём гендерные стереотипы в отношении женщин используются в том числе для обоснования дискриминации мужчин. Суд многократно постановлял, что назначение пожизненного заключения только для мужчин не является дискриминационным. Суд также отвергает дискриминационность различия в правах осуждёнными мужчинами и женщинами на получение посылок, передач и бандеролей и оправдывает разницу в пенсионном возрасте в пользу женщин «физиологическими различиями» между полами, влиянием производственных факторов на женский организм и социальной ролью женщин. Российские юристы занимают противоположную решениям Конституционного суда позицию и критикуют его за апелляцию к гендерным стереотипам.
В 2009 году военнослужащий и одинокий отец троих детей Константин Маркин, получивший отказ в предоставлении отпуска по уходу за ребёнком до 3-х лет на основании нормы российского законодательства, обратился в Конституционный суд РФ, который вынес отказ в приёме дела и заявил о недопустимости жалобы о проверки конституционности нормы. Позиция Конституционного Суда была объяснена «биологической связью между матерью и ребёнком, а также невозможностью массового ухода в отпуск мужчин-военнослужащих в связи с угрозой национальной безопасности». Впоследствии Константин Маркин подал жалобу по факту дискриминации в Европейский суд по правам человека. В 2012 году ЕСПЧ подтвердил факт дискриминации, однако Конституционный суд РФ заявил, что вопрос о конституционности нормы, на основании которой Маркину было отказано в предоставлении отпуска, находится в их юрисдикции, а не в юрисдикции ЕСПЧ. Дискриминирующая норма так и не была признана противоречащей Конституции РФ. КС РФ также отказался вводить гарантию от увольнения в отношении отцов малолетних детей, чьи супруги находятся в отпуске по уходу за ребёнком, и в отношении отцов-военнослужащих, воспитывающих детей до 14 лет.
Вместе с тем, в деле Хамтоху и Аксенчик против России ЕСПЧ в 2017 году не признал дискриминацией мужчин назначение уголовного наказания в виде пожизненного назначения только мужчинам (16 голосов «за» и 1 - «против»). Сербский юрист Милица Новакович подвергла решение ЕСПЧ критике, назвав случай Хамтоху и Аксенчика хрестоматийным примером дискриминации. При этом пять судей вынесли совместное частично несовпадающее особое мнение, один судья — несовпадающее особое мнение о несогласии с большинством судей. В частности, судьи отметили, что «ссылки на традиции, общие допущения или преобладающие общественные позиции в конкретной стране сами по себе не могут считаться составляющими достаточное оправдание для различия в обращении по признаку пола». Судья Пауло Альбукерке в особом мнении указал, что дифференциация между мужчинами и женщинами, основанная «на предвзятой идее предполагаемой слабости женщин, повлечёт не уменьшение неравенства, а его увековечение и даже увеличение». Он критикует обоснование российскими судами запрета назначения пожизненного лишения свободы женщинам их репродуктивной функцией, отмечая, что этот аргумент является «разновидностью социального стереотипа на гендерной основе и патерналистского отношения» и основан на «сексистском предрассудке законодателя». Позиция российских властей, что женщины менее выносливы по сравнению с мужчинами, по его мнению, не может являться законным основанием, оправдывающим разницу в обращении. Также ЕСПЧ в решении указал, что принцип равенства зиждется на запрете «вводить такие различия в правах лиц, принадлежащих к одной и той же категории, которые не имеют объективного и разумного оправдания».